# Alois Krischke
Alois Krischke (* 16. März 1936 in Klagenfurt; † 4. Oktober 2023) war ein österreichischer Sachbuchautor, Nachrichtentechniker und Funkamateur. Er war Verfasser von Veröffentlichungen über Antennen, Antennenneuheiten und Antennenpatente sowie weiterführender Autor von Rothammels Antennenbuch, einem Standardwerk der Antennenliteratur. Im Jahr 2009 wurde er vom US-Amateurfunkmagazin CQ Amateur Radio in die CQ Amateur Radio Hall of Fame („CQ-Amateurfunk-Ruhmeshalle“) aufgenommen.

## Leben

### Karriere
Der im österreichischen Klagenfurt geborene Krischke spezialisierte sich schon während seines Studiums zum Nachrichtentechniker in Wien auf Antennen. Später war der Diplom-Ingenieur bei Rohde & Schwarz in München beschäftigt, wo er unter anderem viele Jahre in der Antennenentwicklung arbeitete. Seit 1996 war Alois Krischke im Ruhestand.
Als Sachbuchautor widmete er sich Veröffentlichungen zu Antennen, Antennenneuheiten und Antennenpatenten, wo er eine umfangreiche Privatsammlung besaß, die Patente beginnend bei den ersten von Edison, Marconi und Braun bis hin zu neuen Patenten beinhaltete. Er war Mitautor des 1988 im „Verlag für Technik und Handwerk“ aus Baden-Baden erschienenen Antennen-Lexikons und seit dem Tod von Karl Rothammel seit der 10. Auflage weiterführender Autor von „Rothammels Antennenbuch“, einem Standardwerk der Antennen-Literatur.
2009 wurde Alois Krischke für auf Grund seiner Verdienste vom US-Amateurfunkmagazin „CQ“ in die „CQ Hall of Fame“ aufgenommen.

### Amateurfunk
Krischke, welcher bereits als Gymnasiast als Kurzwellenhörer aktiv war, war seit 1956 unter dem österreichischen Amateurfunkrufzeichen OE8AK und seit 1968 unter dem deutschen Amateurfunkrufzeichen DJØTR aktiv. Hier erzielte er Erfolge bei Fuchsjagdaktivitäten und erreichte Meistertitel in Österreich, Deutschland und Bayern. Fünf Jahre war Krischke Mitglied des „Arbeitskreises Funkentstörung“ im Distrikt Bayern-Süd des Deutschen Amateur-Radio-Clubs. Außerdem war er Träger der DARC-Ehrennadeln: 2010 erhielt er in Anerkennung seiner Verdienste um den Amateurfunk in Deutschland die „Goldene Ehrennadel des Deutschen Amateur Radio Club (DARC)“. Der DARC schrieb  einen Nachruf für ihn.